# Stagire
Sauf précision contraire, les dates de cet article sont sous-entendues « avant l'ère commune » (AEC), c'est-à-dire « avant Jésus-Christ ».
Stagire (en grec ancien d'abord Στάγειρος / Stágeiros puis τὰ Στάγειρα / tà Stágeira) est une ancienne cité grecque située en Chalcidique, sur le golfe Strymonique (actuellement située au nord-ouest du territoire de la municipalité de Stagira-Akanthos). Elle est principalement connue pour être le lieu de naissance d'Aristote.
Stagire est désormais un village du dème d'Aristotélis, district régional de Chalcidique, en Macédoine-Centrale, Grèce.
Selon le recensement de 2011, la population du village s'élève à 352 habitants.

## Histoire
Selon la tradition rapportée par Thucydide, Stagire est une des quatre colonies fondées par Andros, une île des Cyclades,, vers 650 av. J.-C. ; les trois autres sont Argilos,, Acanthos, et Sane,. Eusèbe de Césarée donne la 2e année de la XXXIe olympiade — soit l'an 655 — comme année de fondation de Stagire et d'Acanthos.
Dès le VIe siècle, Stagire frappe des statères d'argent. En 480, elle est occupée par le roi achéménide Xerxès Ier. Elle entre dans la Ligue de Délos. Elle relève du district de Thrace et s'acquitte d'un tribut annuel de 1 000 drachmes. En 424, suivant l'exemple d'Acanthos, Stagire et Argilos, se révoltent et rejoignent le Spartiate Brasidas, ; Sane, la quatrième colonie andrienne, reste fidèle à la ligue. En 422, Athènes envoie le démagogue Cléon comme stratège pour prendre la cité, mais celui-ci échoue,. À la paix de Nicias, Stagire figure — avec Argilos, Acanthos, Skolos, Olynthe and Spartolos — au nombre des six poleis membres de la ligue de Délos dont le traité définit les conditions de leur adhésion : elle est déclarée autonome.
Selon Dion Chrysostome, Stagire est membre de la Ligue chalcidienne, fondée en -432.
Le célèbre philosophe Aristote y est né en 384 av. J.-C.
Philippe II, alors aux prises avec les Chalcidiens, réussit à prendre la cité en 348 et la fait détruire,. En hommage à Aristote, natif de Stagire et précepteur de son fils Alexandre, Philippe restaure la cité quelques années plus tard.
À l'époque de Strabon, Stagire est active mais a été déchue de son rang de cité.

## Localisation
La cité a été localisée à 40° 35′ 25″ N, 23° 47′ 36″ E au lieu-dit Liotopi, au sud-est de l'actuelle Olympiada,,.
Sa localisation a été rendue possible grâce à un fragment de la Géographie de Strabon,. Cependant, elle est longtemps restée incertaine.
William Martin Leake et Esprit-Marie Cousinéry la plaçaient à Stavrós. George Ferguson Bowen avait proposé de la localiser à l'actuel village de Stagira. Adolf Struck (en) et Eugen Oberhummer (de) l'y avait cherchée. Michael Zahrnt (de) avait proposé de la localiser à Olympiáda.

## Emblème
Le sanglier (κάπρος) est l'emblème de la cité. Il apparaît sur son monnayage. Le linteau de la porte principale du rempart de la cité est orné d'un relief représentant un lion et un sanglier. Le sanglier rappelle le nom de son port et de la petite île qui lui fait face.

## Stagire et Aristote

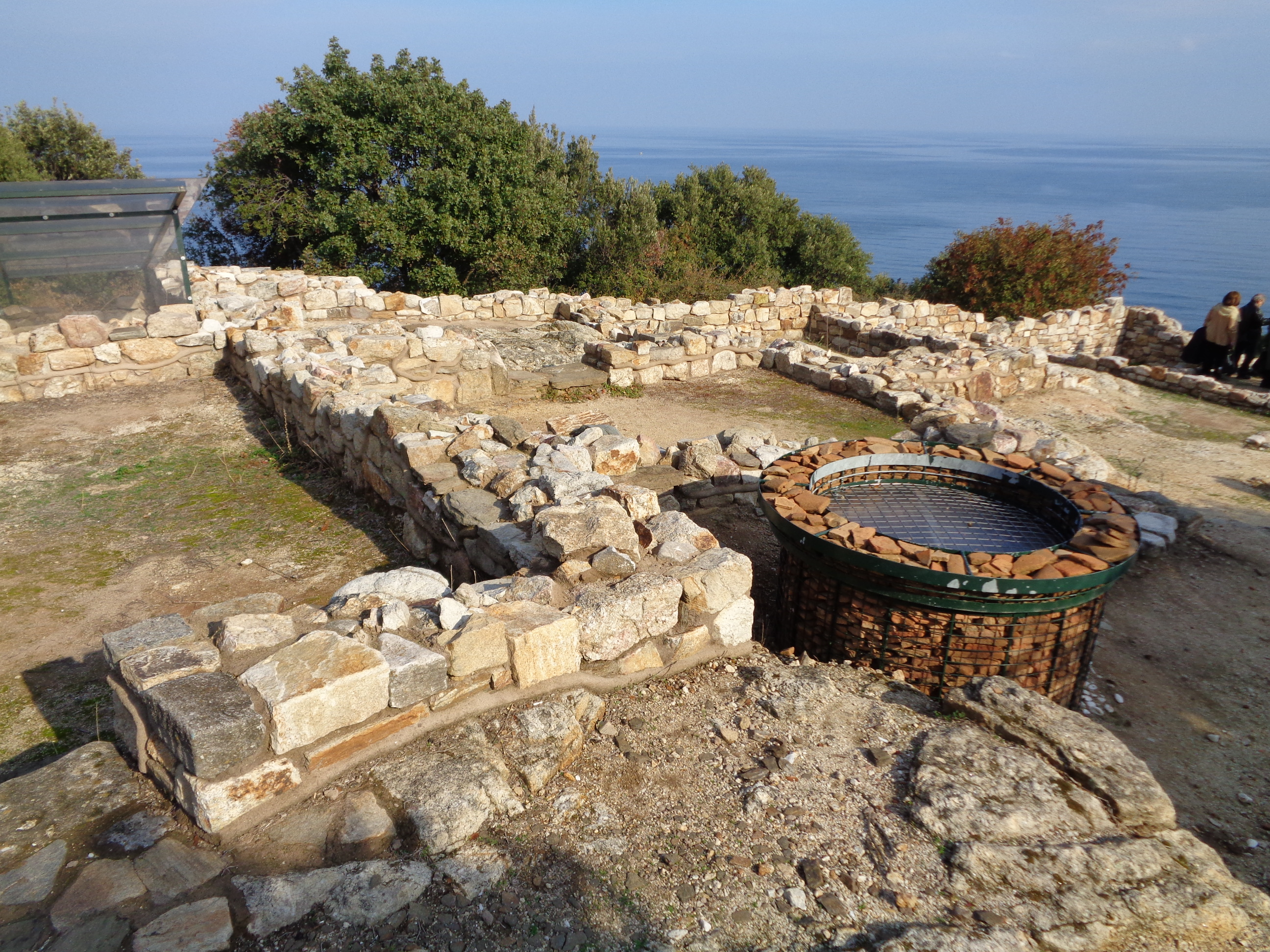
Stagire, lieu de naissance et tombe d'Aristote

Aristote est né à Stagire en 384 av. J.-C. Le philosophe est surnommé pour cette raison le « Stagirite » ou le « philosophe de Stagire ». Selon la tradition rapportée par la Vita Marciana, après la mort d'Aristote à Chalcis, les habitants de Stagire ramenèrent le corps ou les cendres de leur bienfaiteur,, ; érigèrent un autel sur sa tombe, ; appelèrent le lieu de sa sépulture Aristoteleion qu'ils utilisèrent ensuite comme lieu de réunion de leur conseil,, ; appelèrent un mois de l'année en son honneur,,, ; et célébrèrent un festival annuel à sa mémoire,,,. La cité abrite peut-être son tombeau.

## Site archéologique
Le site archéologique est situé sur un promontoire composé de deux collines séparées par une dépression.
La ville est entourée d'un mur construit en différents types de maçonnerie : d'environ 2 mètres d'épaisseur, sa longueur est de 1,5 à 2 kilomètres ; le début de sa construction est daté de vers 500 av. J.-C..
Sur la colline septentrionale, trois sanctuaires archaïques ont été découverts : le premier, proche de la mer, pourrait avoir été dédié à Déméter ; le second est probablement un Thesmophorion ; le troisième, proche du sommet de la colline, est un temple dédié à une divinité qui n'a pas été identifiée. La colline septentrionale abrite aussi les vestiges d'un complexe de l'époque byzantine dans lequel ont été découverts les restes du mur archaïque avec un linteau daté du VIe siècle av. J.-C. et portant une inscription, elle-même datée du IVe siècle av. J.-C..
Dans la dépression entre les deux collines, l'agora a été découverte. S'y trouve un portique (stoa) en appareil pseudo-isodome et daté du IVe siècle av. J.-C.. Près de l'agora, se trouve une voie pavée de 3 mètres de large.
Au sommet de la colline méridionale se trouvent les vestiges de l'acropole triangulaire.
Sur les deux collines, des vestiges d'habitations ont été découverts.

## Galerie

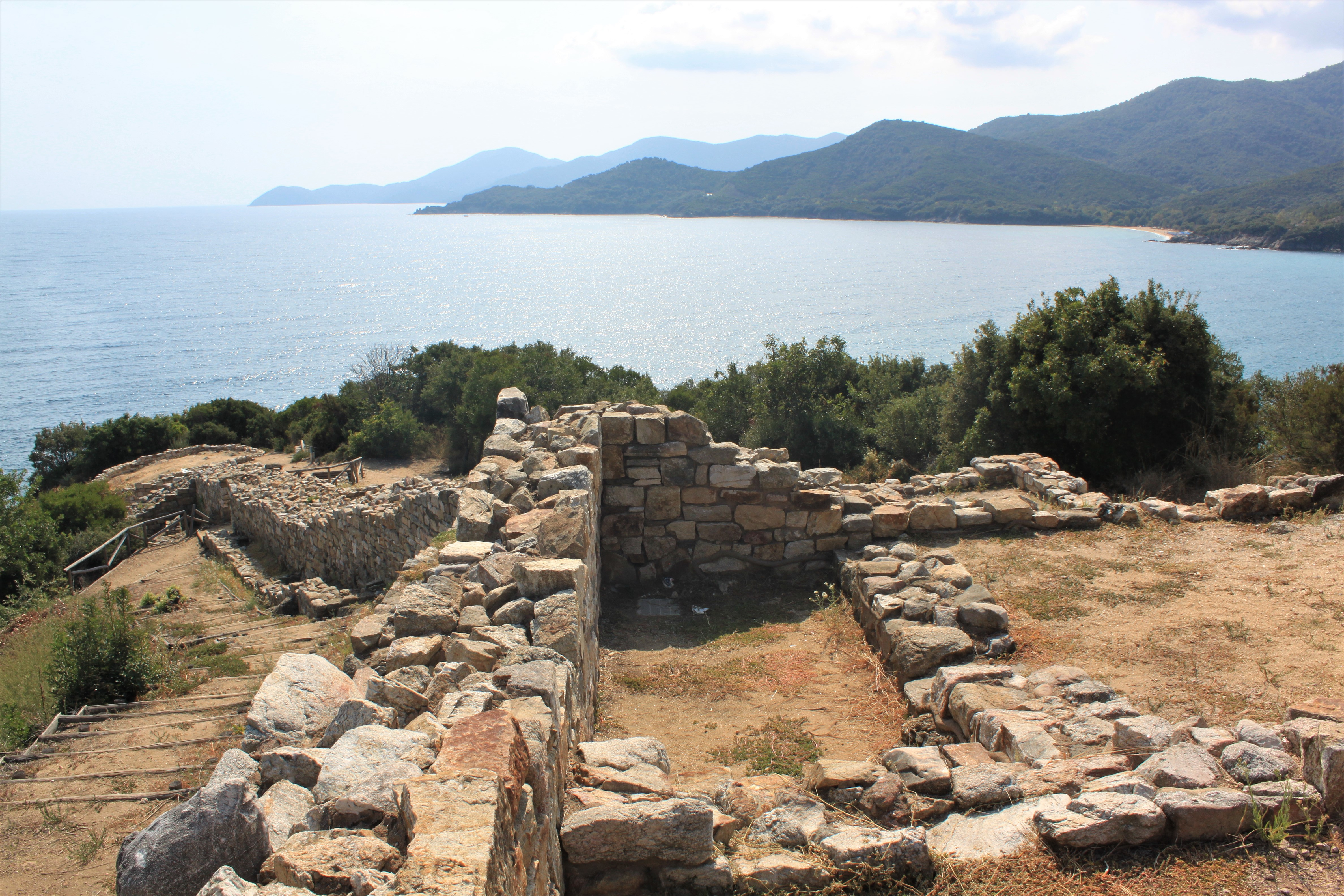
Murs de la fin de la période classique
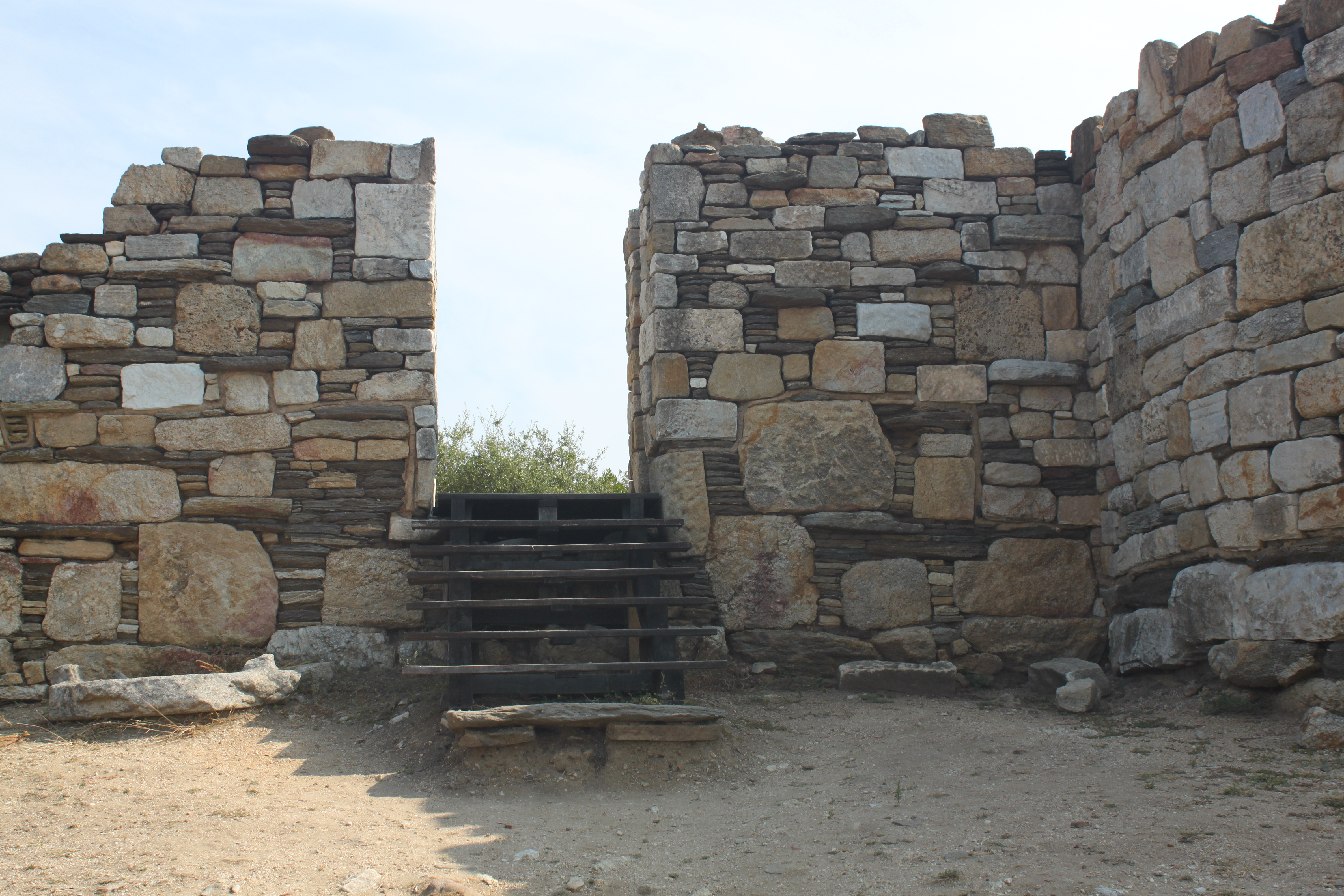
Porte ouest des remparts
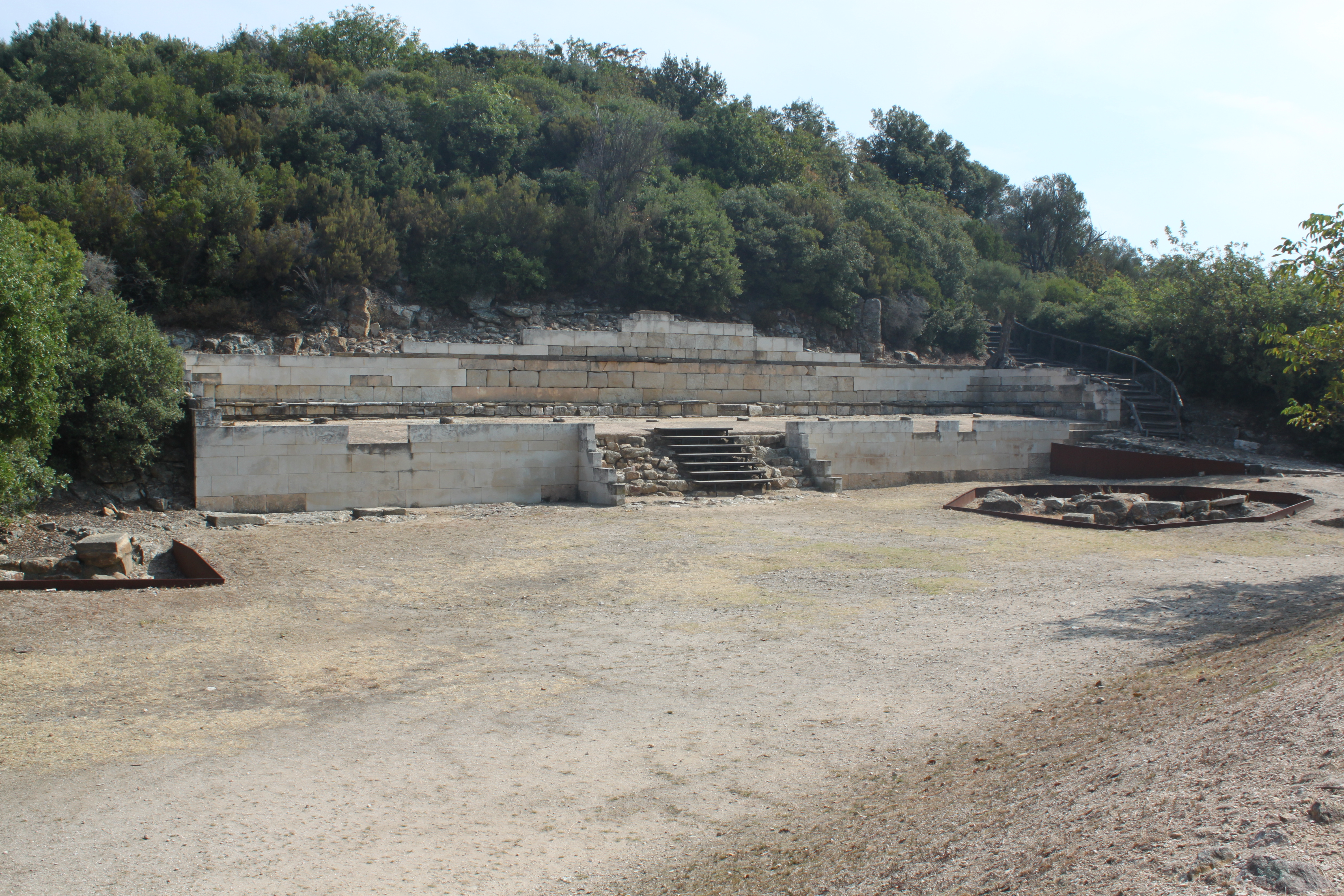
Vestiges d'une stoa de la période classique

### Sources littéraires antiques
- [Diodore de Sicile] Diodore de Sicile, Bibliothèque historique [détail des éditions] (BNF 12008253, LCCN n85057476).
- [Eusèbe de Césarée] Eusèbe de Césarée, Chronique (BNF 13778122, LCCN n85012921).
- [Plutarque] Plutarque, Vies parallèles [détail des éditions] (BNF 12008377, LCCN n79031980), Alexandre-César (BNF 12351678), Alexandre.
- [Strabon] Strabon, Géographie [détail des éditions] (BNF 12194250, LCCN n84007209).
- Thucydide, La Guerre du Péloponnèse [détail des éditions] [lire en ligne] (IV, 882, 2 ; V, 6, 1 et 18,5)
- Vies d'Aristote :
  - [VL] Vita Latina
  - [VM] Vita Marciana
  - [VV] Vita Vulgata